# 東伊豆中継局
東伊豆中継局（ひがしいずちゅうけいきょく）は、静岡県賀茂郡東伊豆町に置かれている中継局。

## 所在地
- 賀茂郡東伊豆町白田（チョウチン岳）[1][2][3]

## 中継局概要

### デジタルテレビ放送
| リモコン 番号 | 放送局名            | チャンネル 番号 | 空中線 電力 | ERP  | 偏波面   | 放送対象地域 | 放送区域 内世帯数 | 運用開始日    |
| ------------- | ------------------- | --------------- | ----------- | ---- | -------- | ------------ | ----------------- | ------------- |
| 1             | NHK静岡 総合        | 40              | 1W          | 4.3W | 水平偏波 | 静岡県       | 約7,400世帯       | 2008年7月14日 |
| 2             | NHK静岡 教育        | 36              | 1W          | 4.4W | 水平偏波 | 全国         | 約7,400世帯       | 2008年7月14日 |
| 4             | SDT 静岡第一テレビ  | 29              | 1W          | 4.4W | 水平偏波 | 静岡県       | 約7,400世帯       | 2008年7月14日 |
| 5             | SATV 静岡朝日テレビ | 44              | 1W          | 4.3W | 水平偏波 | 静岡県       | 約7,400世帯       | 2008年7月14日 |
| 6             | SBS 静岡放送        | 38              | 1W          | 4.4W | 水平偏波 | 静岡県       | 約7,400世帯       | 2008年7月14日 |
| 8             | SUT テレビ静岡      | 31              | 1W          | 4.4W | 水平偏波 | 静岡県       | 約7,400世帯       | 2008年7月14日 |

#### 放送エリア
- 伊東市、東伊豆町及び河津町の各一部[2][3]

#### 歴史
- 2008年
  - 6月13日 - 予備免許交付[2]
  - 7月11日 - 本免許交付[3]
  - 7月14日 - 本放送開始[1]

### アナログテレビ放送
| チャンネル 番号 | 放送局名            | 空中線 電力       | ERP              | 偏波面   | 放送対象地域 | 放送区域 内世帯数 | 運用開始日    | 放送終了日    |
| --------------- | ------------------- | ----------------- | ---------------- | -------- | ------------ | ----------------- | ------------- | ------------- |
| 33              | SDT 静岡第一テレビ  | 映像10W/ 音声2.5W | 映像40W/ 音声10W | 水平偏波 | 静岡県       | 約-世帯           | 1984年5月18日 | 2011年7月24日 |
| 35              | SATV 静岡朝日テレビ | 映像10W/ 音声2.5W | 映像40W/ 音声10W | 水平偏波 | 静岡県       | 約-世帯           | 1984年5月18日 | 2011年7月24日 |
| 37              | SUT テレビ静岡      | 映像10W/ 音声2.5W | 映像40W/ 音声10W | 水平偏波 | 静岡県       | 約-世帯           | 1984年5月18日 | 2011年7月24日 |
| 51              | NHK静岡 教育        | 映像10W/ 音声2.5W | 映像40W/ 音声10W | 水平偏波 | 全国         | 約-世帯           | 1964年7月15日 | 2011年7月24日 |
| 53              | NHK静岡 総合        | 映像10W/ 音声2.5W | 映像40W/ 音声10W | 水平偏波 | 静岡県       | 約-世帯           | 1964年7月15日 | 2011年7月24日 |
| 55              | SBS 静岡放送        | 映像10W/ 音声2.5W | 映像41W/ 音声10W | 水平偏波 | 静岡県       | 約-世帯           | 1964年7月15日 | 2011年7月24日 |

- 全局2011年7月24日の正午をもって放送終了し、デジタルテレビ放送に完全移行した。

### FMラジオ放送
| 周波数 （MHz） | 放送局名               | 空中線 電力 | ERP | 偏波面   | 放送対象地域 | 放送区域 内世帯数 | 運用開始日    |
| -------------- | ---------------------- | ----------- | --- | -------- | ------------ | ----------------- | ------------- |
| 78.6           | K-MIX 静岡エフエム放送 | 10W         | 14W | 水平偏波 | 静岡県       | 約-世帯           | -             |
| 83.3           | NHK静岡 FM             | 10W         | 14W | 水平偏波 | 静岡県       | 約-世帯           | 1970年8月29日 |

#### 放送エリア
- 賀茂郡東伊豆町・河津町、伊東市の一部（富戸・八幡野地区）